# Tej

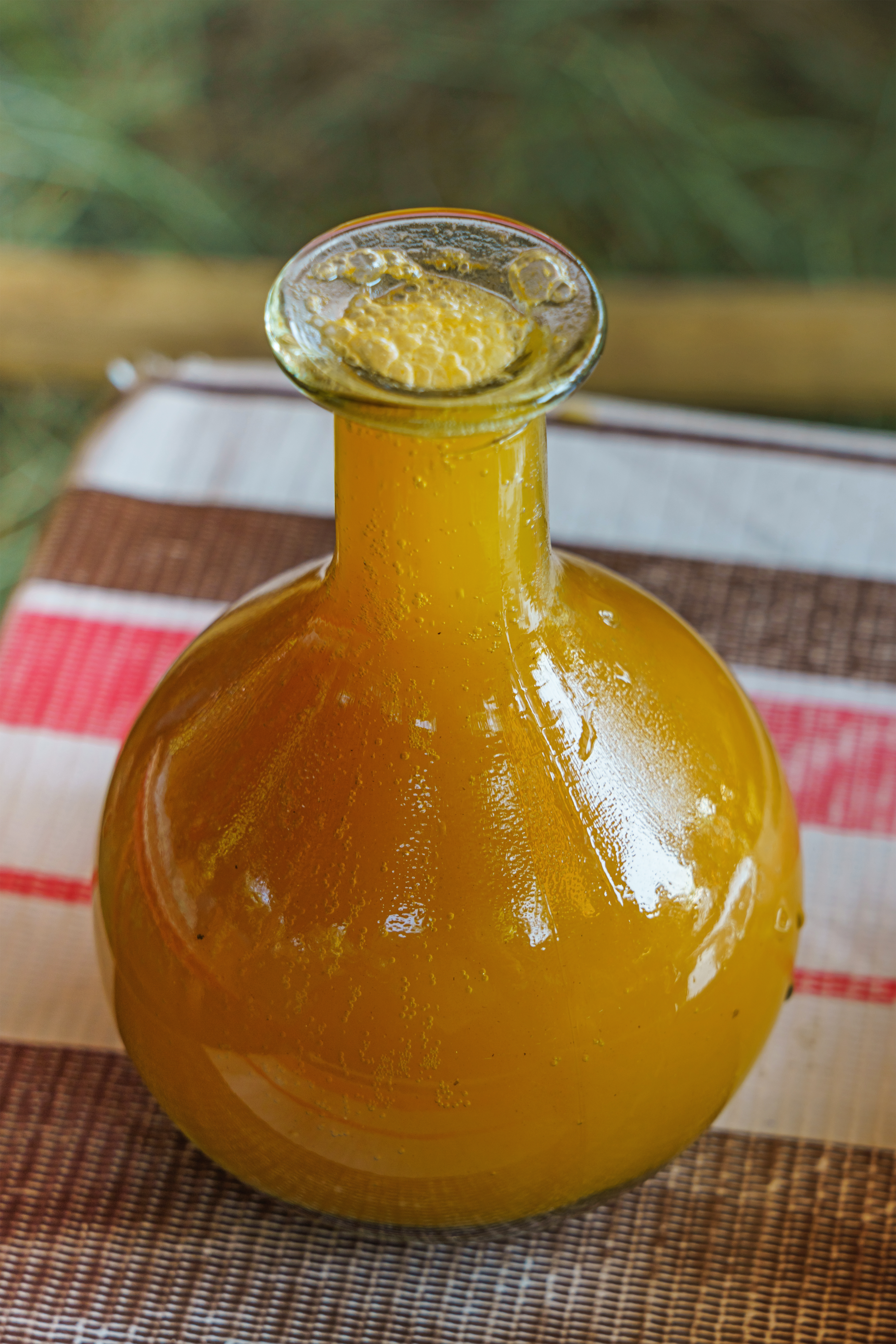
Glaskolben mit ungefiltertem Tej

Tej (amharisch ጠጅ, ausgesprochen „Tedsch“) ist ein äthiopischer Honigwein oder Met, hergestellt aus Honig, Wasser und bei der Gärung zugesetzten Stängeln des Gesho-Strauchs (Rhamnus prinoides). Der Alkoholgehalt beträgt zwischen 6 und 11 Prozent.  Das bernsteinfarbene und nach der Filtrierung klare Getränk wird in Äthiopien für den Privatgebrauch hergestellt oder in speziellen Gaststätten, den Tej bets (amharisch „Tej-Haus“) aus Glasrundkolben, berele, getrunken.

## Mythos und Geschichte
In äthiopischen Geschichtsbüchern wurden das Leben der Königin von Saba im 10. Jahrhundert v. Chr. und ihre Herrschaft über ein großes Reich im heutigen Jemen und nördlichen Äthiopien mit Aksum im Zentrum in allen Einzelheiten dargestellt. Nach allgemeiner Auffassung handelt es sich eher um eine Legende, was in dem Werk Kebra Negest („Ruhm der Könige“) um 1400 erstmals aufgezeichnet wurde. 980 v. Chr. sei die Königin, beladen mit Geschenken – über die erzählt wird, sie seien der Größe ihres Reiches angemessen gewesen – nach Jerusalem gereist, habe mit König Salomo mitgebrachten Tej getrunken und gemeinsam hätten sie Menelik gezeugt, der zum ersten König Äthiopiens werden sollte.
Mit dieser Erzählung ist der Rang des Tej als königliches Getränk konkretisiert. Im Hintergrund steht die Verbindung von Bienen als Symbol der Herrschaft und sakralem König in der afrikanischen Mythologie. Gleichermaßen Götternahrung wie der Nektar im griechischen Mythos, gehörten Bienenhonig und die daraus gewonnenen berauschenden Getränke vom Alten Ägypten bis nach Australien zur Sphäre des Heiligen, in der Milch und Honig fließen.
In Äthiopien gab es Ursprungsmythen, in denen Bienen eine zentrale Rolle spielten und Bienenorakel, die zur Benennung eines zukünftigen Herrschers angewandt wurden. Kaiser Lalibela (1189–1229), der die berühmten Felsenkirchen in seiner Heimatstadt bauen ließ, entlehnte seinen Namen von den Bienen. Als ebenso sakral galt Bienenwachs. Bei Festen wurde vom Herrscher der Genuss von Tej erlaubt und zeremoniell ausgeschenkt, wobei der Adel Tej aus großen Rinderhörnern trank. Ansonsten wurde dem einfachen Volk Trinken und Herstellen des Honigweins nicht zugestanden.
Noch im 19. Jahrhundert brüstete man sich im Oromo-Königreich Gera, den besten Honig in Äthiopien zu besitzen. Acht verschiedene Sorten, deren feinste, ein dunkler Honig, nur für den Adel zu daadhi (Oromo-Bezeichnung für Tej) vergoren wurde. Zum Herstellen und Servieren von Tej hatten die höheren Schichten eigenes Personal, Tej azai, angestellt.
Erst zu Beginn des 20. Jahrhunderts verbreitete sich der Genuss von Tej in einer sich säkularisierenden Gesellschaft im hierarchischen System allmählich von oben nach unten. Aufgrund der Tradition blieb dem Getränk der Charakter des Besonderen weiterhin erhalten, nur definierte sich das Besondere nun eher über den Preis. Das Volk im Hochland trank und trinkt auch heute mehr das billigere Tella, ein Bier aus einer Hirseart.
Abgesehen von Mythos und Kultus wurde Tej früh schon durch Reisende aus dem Norden greifbar. Der griechische Geograph Strabon (63 v. Chr. bis 23 n. Chr.) berichtet von den äthiopischen Einwohnern als Troglodyten („Höhlenbewohner“), deren Herrscher ein Getränk aus Honig und Wasser mit dem Zusatz von Kreuzdorn (Rhamnus) gebraut hätten.
James Bruce (1730–1794) verbrachte um 1770 zwei Jahre in Äthiopien. Er hatte die Ehre, während seines Aufenthalts in Gonder, mit dem alten Ras Michael Sehul regelmäßig zum Dinner Tej zu trinken. Dass Kaiser Tewodros (1855–1868) sich in seinem hasserfüllten Kampf gegen die Engländer übernommen hatte, schreibt der deutsche Forscher Heinrich Thiersch dessen Abhängigkeit von dem alkoholischen Getränk zu. Ausländische Gesandte des 19. Jahrhunderts beklagten übereinstimmend, dass kein diplomatisches Gespräch zustande kommen konnte, ohne im Vorfeld reichlich Tej aus Glaskolben zu trinken.

### Herkunft des Wortes
Da das Wort Tej außer im Amharischen in Abwandlungen wie tajay (Wolane), teje (Zway) oder tajji (Harari) auch in anderen semitischen und kuschitischen Sprachen vorkommt, sucht man seine Wurzel in der semitischen Ursprache. Möglicherweise haben sich aus dem alten Wort dagay im Übergang zu tagay, tajji und tej zusammen mit der Herausbildung der verschiedenen äthiopischen Sprachen die heutigen Bezeichnungen gebildet. Das Wort Met lässt sich bis zum altgermanischen medu und zurück bis madhu (Sanskrit) verfolgen. Als meis gelangte es ins geografisch benachbarte Tigrinya.

## Ausgangsprodukte
Honig sammeln gehört zu den frühesten Formen der Waldbewirtschaftung. Für die wilden Bienenschwärme werden in den heißen und gemäßigten Klimazonen bis rund 2000 Meter zylinderförmige Nester („Beuten“, zumeist ausgehöhlte, weiche Stammstücke von Cordia africana) in Bäumen aufgehängt, in welche die Bienen einziehen können. Wildbienen verhalten sich aggressiv, das Ernten wilder Bienen ist gefährlich und daher eine sozial angesehene Tätigkeit. Im Süden und Westen des Landes beträgt die durchschnittliche Ernte vier bis neun Kilogramm Honig pro Bienenvolk im Jahr. Ertragreichste Region ist Gojjam. Im abessinischen Hochland sind die Bienen weniger produktiv und die Ernte ist geringer.
Es gibt in Äthiopien über drei Millionen traditionelle Bienenstöcke, in den letzten Jahrzehnten wurden auch moderne Beuten mit Oberleisten aus Bambus eingeführt. Die Honigproduktion beträgt zwischen 20.000 und 30.000 Tonnen pro Jahr, davon werden zwei Drittel zur Herstellung von Tej verwendet. Nach einer Angabe von 2002 werden 85 Prozent des auf den Markt gelangenden Honigs für die Herstellung von Tej verwendet. Als Exportprodukt hat Tej keine Bedeutung, das bei der Tej-Herstellung als Nebenprodukt anfallende Bienenwachs wird jedoch zu Betrieben in Addis Abeba transportiert, die es für den Export aufbereiten. Einen besonders aromatischen Honig liefern Hummeln, die ihre Stöcke in der Erde anlegen.
Gesho (Afrikanischer Faulbaum, bot. Rhamnus prinoides) gehört zur Familie der Kreuzdorngewächse. Der kleine Baum wird 4,5 Meter hoch und gedeiht in Äthiopien bis 2100 Meter. Seine glänzenden Blätter werden an der Sonne getrocknet, zu grünbraunem Pulver vermahlen und dienen zur Herstellung von Tella. Für Tej werden die getrockneten hölzernen Stängel verwendet.

## Herstellung

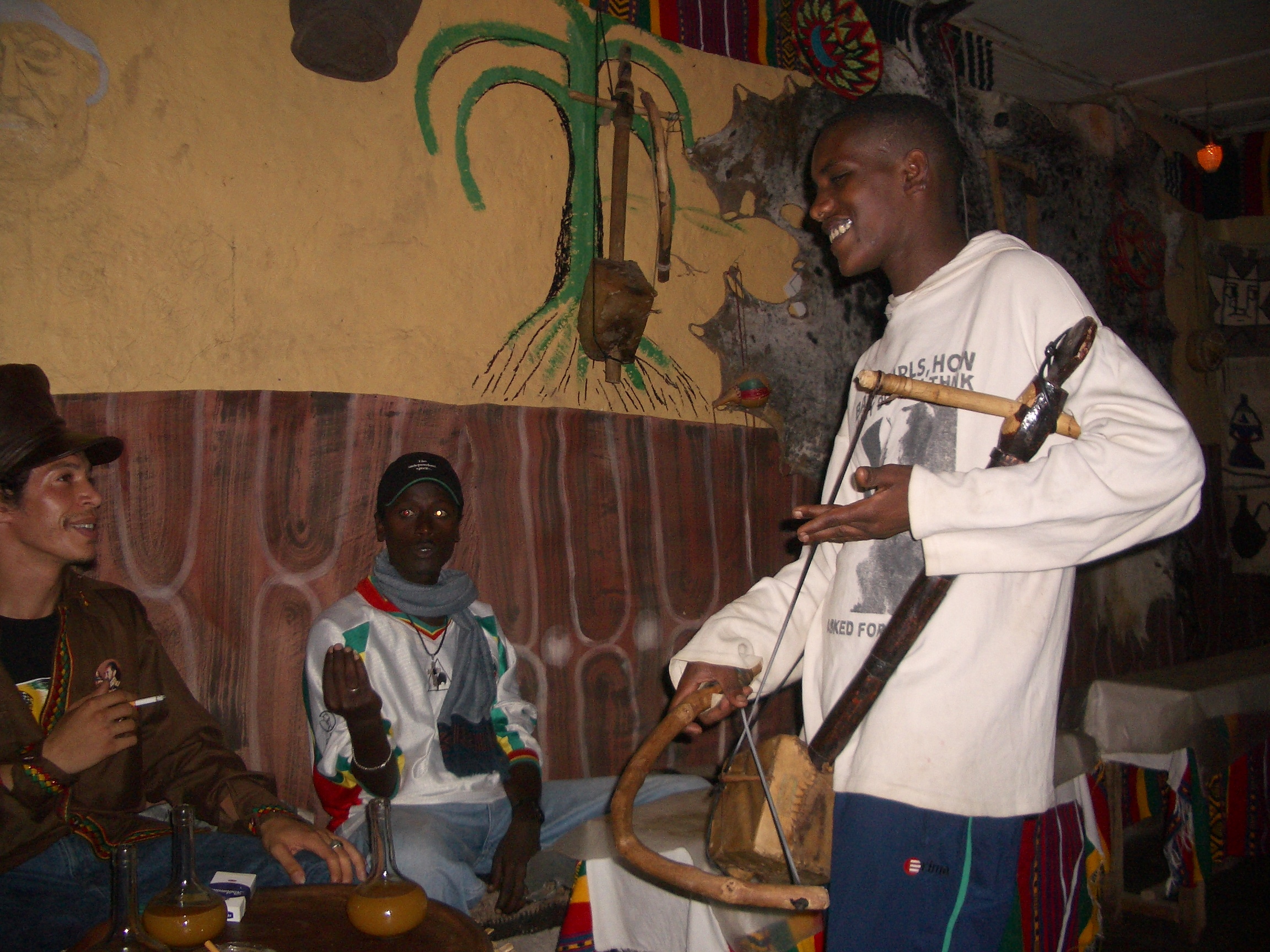
Azmari (Sänger von Preis- und Schmähliedern) begleitet sich in einem Tej bet auf der Spießgeige Masinko

Rezepte zur Herstellung sind zahlreich und weichen bezüglich Mengen- und Zeitangaben voneinander ab. Ein traditionelles Rezept lautet: Ein großes Holzfass wird mit einem Teil Honig und fünf Teilen Wasser zu Dreiviertel gefüllt und mit einem Tuch abgedeckt. Während der Gärung in den folgenden Tagen sammeln sich Bienenwachs und Verunreinigungen an der Oberfläche an und werden täglich abgeschöpft. Zwischenzeitlich werden mehrere Kilogramm getrocknetes Gesho zerkleinert und in Wasser gekocht. Solange das Honigwasser noch süß schmeckt, wird das gekochte Gesho dazugegeben. Verunreinigungen werden weiterhin täglich entfernt, zum Nachsüßen wird etwas Honig hinzugefügt. Der gesamte Vorgang dauert etwa 15 Tage.
In einem anderen alten Rezept werden 4 Kilogramm Honig, 16 Liter Wasser und 1,5 Kilogramm Gesho verwendet. Nach drei Tagen wird das Wachs von der Flüssigkeit abgeschöpft (allgemein wird ungeschleuderter Honig verwendet). Gesho-Stängel werden kurz mit etwas Honigwasser aufgekocht und 15 Minuten ziehen gelassen, damit es nicht zu bitter wird. Danach werden sie in den großen Topf gegeben. Nach fünf Tagen wird das Gesho herausgenommen. Nach einem weiteren Tag wird der Honigwein umgefüllt, gefiltert und in einem sauberen Tongefäß verschlossen. Die Gärung gelingt nur in ausreichend warmem Klima.
Es ist üblich geworden, Honig durch Zusatz von Zucker einzusparen. Falls erhältlich, können auch getrocknete Geshoblätter verwendet werden. Eine Gärung mittels Hefe ist nicht traditionell. Je nach Herstellungsmethode beträgt die Haltbarkeit mehrere Monate.
Geschmackliche Zusätze können sein: Zitronensaft, Kaffeebohnen, Orangenschalen, Pflaumen oder Rosinen. Ein unfermentiertes süßes Getränk aus Honig, viel Wasser und etwas Zitronensaft nennt sich birz oder berz. Bevor die Gärung einsetzt, kann es auch von Kindern getrunken werden.

## Gesellschaftliches
Beim Tej herrscht Arbeitsteilung. Hergestellt wird der Honigwein traditionell von Frauen, die ihn im privaten Rahmen auch trinken. In Tej bets sitzen allgemein nur Männer. Auch die Bedienung ist in der Regel männlich.
Die Anzahl von Tej bets im Land ist relativ gering, verglichen mit der Zahl der übrigen Gaststätten. In Südäthiopien sind sie auf dem Land etwas häufiger anzutreffen. Für Addis Abeba liegen Zahlen aus dem Jahr 2002 vor. Insgesamt wurden 15.436 Gaststätten und Hotels in der Stadt gezählt. Davon waren 5.321 Tella bets (34,5 Prozent) und 505 Tej bets (3,3 Prozent).